# Eveline Drummen
Eveline Drummen (* 1987 in Breda, Niederlande) ist eine niederländische Balletttänzerin.

## Leben
Drummen wurde an der Rotterdamer Tanzakademie, dem Königlichen Konservatorium Den Haag und der Ungarischen Ballettakademie in Budapest ausgebildet.
Ihr erstes fixes Engagement hatte sie am Theater Dortmund von 2007 bis 2012. Von 2012 bis 2013 war sie als Solistin am Ballett des Opernhauses Leipzig bei Mario Schröder beschäftigt. Ab 2014 war sie Teil des Ballettensembles am Augsburger Staatstheater, wo sie u. a. die Titelrolle in Romeo und Julia (Robert Conn) und die Titelrolle der Carmen (Valentina Turcu) tanzte.
Seit 2017 ist sie beim Ballett Méditerranée in Nizza engagiert. Dort tanzte sie u. a. die Titelrolle in La Sylphide (Auguste Bournon) und die weibliche Hauptrolle in Allegro Brillante (George Balanchine).
Neben ihrer tänzerischen Tätigkeit ist sie auch als Choreografin, Ballettlehrerin und Model tätig.
In der Spielzeit 2018/19 war sie am Anhaltischen Theater als Carmen in Tomasz Kajdańskis Ballettabend Carmen-Suite / Der Dreispitz zu sehen.
Ihr klassisches Repertoire umfasst u. a. den Schwanensee, den Nussknacker und Cinderella, zudem auch zeitgenössische Werke von William Forsythe, Jiří Kylián, Xin Peng Wang und Cayetano Soto.

## Theatrografie (Auswahl)
- 2014/15: Roasalind in Romeo und Julia (Theater Augsburg)
- 2015: Dans ImPulse (Theater Augsburg)
- 2015: Destillationen IV
- Krieg und Frieden (Theater Dortmund)
- The Second Detail (Theater Dortmund)
- h.a.m.l.e.t. – Die Geburt des Zorns (Theater Dortmund)